# マイナビ仙台レディース
マイナビ仙台レディース（マイナビせんだいレディース、英語: Mynavi Sendai Ladies）は、宮城県仙台市をホームタウンとするWEリーグに所属する女子サッカークラブである。

## 概要
東京電力女子サッカー部マリーゼが東日本大震災による影響で休部したことを受けて、2011年11月に日本プロサッカーリーグ（Jリーグ）に加盟するベガルタ仙台を運営する株式会社ベガルタ仙台がマリーゼの受け皿としてベガルタ仙台レディースを創設した。
ホームスタジアムは主にユアテックスタジアム仙台であり（詳細は#スタジアムを参照）、練習場はマイナビベガルタ仙台泉パークタウンサッカー場である。マスコットはマイビィ。

## 沿革

### なでしこリーグ

#### 2012年
スローガン：Challenge 〜新たなる挑戦! 共に前へ!〜
2012年（平成24年）2月1日に男子トップチームと同じく宮城県仙台市に本拠地を置いた「ベガルタ仙台レディース」として正式発足した。マリーゼからは所属選手を18人受け入れ、さらにセレクション合格者2名を加えた合計20名体制でスタート。また、シーズン中の7月3日に元U-20日本女子代表の川島はるなが加入、7月8日にクラブ初のプロ契約選手として震災当時マリーゼに所属していたなでしこジャパンの鮫島彩をフランス1部・モンペリエHSCから完全移籍で獲得した。
2012年度はリーグ規定により、日本女子サッカーリーグの2部に当たるチャレンジリーグ2012に参戦（当初は東西2ブロック制のイーストディビジョン参加の予定であったが1リーグ制となった）。チャレンジリーグでは開幕から無敗のまま1試合を残して優勝、翌2013年度からのなでしこリーグ昇格を決めた。最終成績は20勝2分、勝ち点62。得点88、失点12、得失差76はいずれもチャレンジリーグ最高成績。チームはフェアプレー賞を受賞し、チャレンジリーグMVPには伊藤美菜子が選出された。また、ぎふ清流国体のサッカー競技・成年女子の部では宮城県代表として出場しこちらも優勝を果たした。皇后杯は3回戦で浦和レッドダイヤモンズ・レディースに敗れた。
シーズン終了後、田中景子が横浜FCシーガルズへ完全移籍。中原沙央理は引退し、武蔵丘短期大学コーチに就任。

#### 2013年
U-17日本女子代表の井上綾香と成宮唯、佐々木繭が加入。またINAC神戸レオネッサより髙良亮子を完全移籍で獲得。シーズン途中、成宮唯がスペランツァFC大阪高槻へ完全移籍。
なでしこリーグ1年目のシーズンは、リーグ戦5位、カップ戦は予選敗退、皇后杯はベスト8で終えた。
シーズン終了後、天野実咲、下小鶴綾、中村真実、伊藤美菜子が引退。鮫島彩がアメリカNWSL・ヒューストン・ダッシュ、今井さゆりが横浜FCシーガルズへそれぞれ完全移籍。

#### 2014年
柿木瑠奈（常盤木学園高校）、佐々木美和（常盤木学園高校）、入江未希（日ノ本学園高校）が加入。スペランツァFC大阪高槻から浜田遥、ジェフユナイテッド市原・千葉レディースから川村優理をそれぞれ完全移籍で獲得。また、前年度引退した下小鶴綾がアシスタントコーチに就任した。
シーズン途中、柿木瑠奈が退団。怪我でリハビリをしていた鮫島彩が復帰、ブリトニー・キャメロンがアメリカNWSL・スカイ・ブルーFCより期限付き移籍で加入した。リーグ戦レギュラーシリーズは、最終節でジェフユナイテッド市原・千葉レディースに敗れ7位となり、エキサイティングシリーズは下位リーグ進出となった。下位リーグでは5勝1敗。総合順位は7位でリーグ戦を終了。皇后杯はクラブ初のベスト4進出を果たした。
シーズン終了後、齋田由貴、小山季絵が引退。長船加奈が浦和レッドダイヤモンズ・レディースへ、鮫島彩がINAC神戸レオネッサへ、上辻佑実が日テレ・ベレーザへ、川島はるながノジマステラ神奈川相模原へそれぞれ完全移籍。ブリトニー・キャメロンが移籍期間満了に伴い退団した。

#### 2015年
千葉梢恵（リトルスターズ）、万屋美穂（日ノ本高校）、西川明花（FC高梁吉備国際大学Charme）が加入。INAC神戸レオネッサから武仲麗依、岡山湯郷Belleから中野真奈美、有町紗央里、ブラジル1部・サン・ジョゼECからジョバーニャを獲得した。シーズン途中、ブリトニー・キャメロンが前年に引き続き期限付き移籍で加入。
リーグ戦レギュラーシリーズを3位で終え、初のエキサイティングシリーズ上位リーグ進出。上位リーグでは2勝2分1敗で2位、リーグ戦最終順位は過去最高の2位となった。また川村優理がベストイレブンに選出された。皇后杯では髙良亮子、万屋美穂と相次いで負傷者を出したものの2年連続のベスト4進出、フェアプレー賞を受賞した。
なでしこジャパンではFIFA女子ワールドカップに川村優理が、東アジアカップに川村優理、武仲麗依、髙良亮子、有町紗央里の4人が出場した。
シーズン終了後、山本りさと井手上麻子が引退。ジョバーニャが契約満了、入江未希が海外挑戦の為それぞれ退団。武仲麗依がINAC神戸レオネッサへ、髙橋奈々がオルカ鴨川FCへ完全移籍。

#### 2016年
スローガン：Get to the Top 目指せ頂点。つかめタイトル。
市瀬菜々（常盤木学園高校）、平田美紀（INAC神戸レオネッサ）、北原佳奈（アルビレックス新潟レディース）、岸川奈津希（浦和レッドダイヤモンズ・レディース）、本多由佳（大阪体育大学）の5人が加入。また、前年に期限付き移籍で加入していたブリトニー・キャメロンが完全移籍で加入。川村優理がプロ契約を締結した。
レギュラーシリーズに一本化されたリーグ戦では昨年に次ぐ10勝を挙げるが過去最多タイの7敗と負けが込み、4位で終えた。ベストイレブンには川村優理が2年連続で選出された。3年ぶりに復活したリーグ杯1部はBグループを首位通過したものの準決勝でジェフユナイテッド市原・千葉レディースに敗れた。皇后杯は神村学園高等部・スフィーダ世田谷FC・ノジマステラ神奈川相模原を破り3年連続のベスト4進出。準決勝は2年連続でINAC神戸レオネッサとの対戦となり、延長戦までもつれ込んだが1-3で敗れた。また2年連続でフェアプレー賞を受賞した。
同年9月、マイナビとタイトルパートナー協定を締結（契約期間は2017年2月1日より2021年1月31日までの4年間）。これに伴い、2017年シーズンより「マイナビベガルタ仙台レディース」の名称となる。
シーズン終了後、クラブの立ち上げから指揮を執った千葉泰伸が監督を退任、男子ユース監督の越後和男が監督に就任した。また川村優理がアルビレックス新潟レディースへ完全移籍した。

#### 2017年
スローガン：One HEART 心を熱く
鈴木あぐり（常盤木学園高校）、三橋眞奈（大阪体育大学）の2人が新加入。ドイツ2部南・1.FCザールブリュッケンから2015年まで在籍していた入江未希、オーストラリア1部・シドニーFCから2016年アジア女子年間最優秀選手でオーストラリア代表のケイトリン・フォードを完全移籍で獲得。リーグ開幕直前、髙良亮子がノルウェー1部・LSKクヴィンネルFKに完全移籍。シーズン途中、オーストラリア1部・ブリスベン・ロアーFCから2014年アジア女子年間最優秀選手でオーストラリア代表のカトリーナ・ゴリーが加入、中野真奈美がAC長野パルセイロ・レディースへ移籍した。
リーグ戦はアウェイで6勝1分2敗と好調だった一方、ホームでは3勝2分4敗と勝ち星を伸ばせず、昨年同様4位となった。リーグ杯1部はBグループ3位で予選敗退。皇后杯は準々決勝で浦和レッドダイヤモンズ・レディースにPK戦で敗れベスト8だった。
リーグ戦終了後、カトリーナ・ゴリーが退団。シーズン終了後にはケイトリン・フォード、ブリトニー・キャメロン、岸川奈津希が退団。嘉数飛鳥と平田美紀がオルカ鴨川FC、本多由佳がASハリマアルビオン、西川明花がAC長野パルセイロ・レディース、佐々木繭が浦和レッドダイヤモンズ・レディース、入江未希がアルビレックス新潟レディースへそれぞれ移籍。クラブ創設時から選手・指導者として在籍したコーチの下小鶴綾が退任。

#### 2018年
スローガン：One HEART 心を熱く
奥川千沙（早稲田大学）、沖野くれあ（常盤木学園高校）、宮本華乃（日ノ本学園高校）、高平美憂（JFAアカデミー福島）、武田菜々子（仙台大学附属明成高校）が新加入。またちふれASエルフェン埼玉から奈良美沙季、伊賀FCくノ一から佐藤楓となでしこジャパン・櫨まどかを完全移籍で獲得。
リーグ戦開幕から1勝3分5敗と成績不振に陥り、6月に監督の越後和男が辞任、前監督で強化部長を務めていた千葉泰伸が復帰した。監督交代後最初のリーグ戦となった9月8日のAC長野パルセイロ・レディース戦は勝利したもののその後5連敗を喫し、最終節を残して降格圏内の9位に沈む。最終節のジェフユナイテッド市原・千葉レディース戦に勝利して8位に浮上し、1部残留を果たした。ケガ人が相次いだことにより連携不足に陥り、総得点・総失点ともにリーグワースト2位の成績となった。リーグ杯はBグループ2位で予選敗退、皇后杯は準々決勝で東京NBに敗れベスト8だった。

#### 2019年
スローガン：捲土重来
シーズン前に白木星（浦和レッドダイヤモンズ・レディース）、隅田凜（日テレ・ベレーザ）が新加入。シーズン途中にジョーダン・マラダとミレイニ・カブラル（アメリカUWS・LAギャラクシー・オレンジ・カウンティ）が入団。
シーズン通して戦い方が安定せず、勝てたのは順位が近い相手のみ。リーグ戦は4勝4分10敗の8位で辛くも1部残留を果たした。リーグ杯1部はBグループ3位で予選敗退。皇后杯は準々決勝で浦和レッドダイヤモンズ・レディースに敗れベスト8だった。
6月に台湾女子代表、8月にベトナム女子代表と練習試合を行った。
なでしこジャパンでは女子ワールドカップメンバーに市瀬菜々が選出された。
シーズン終了後、鈴木あぐりと田原のぞみが引退。沖野くれあがASハリマアルビオンへ、松井彩乃がちふれASエルフェン埼玉、奈良美沙季と樫本芹菜がスフィーダ世田谷FCへ完全移籍。

#### 2020年
スローガン：Move Forward（前進)
國武愛美（ノジマステラ神奈川相模原）、松本真未子・福田ゆい（浦和レッドダイヤモンズ・レディース）等が新加入。
リーグ戦は6勝4分8敗の7位で浜田遥が得点ランキング2位であった。リーグ杯はコロナ禍で中止。皇后杯は準決勝で日テレ・東京ヴェルディベレーザに敗れベスト4だった。
9月1日、従来の運営会社である株式会社ベガルタ仙台と株式会社マイナビとの間で、経営権譲渡に関する基本合意書を締結したことが明らかにされた。2020年シーズンは従来の体制のままクラブを運営し、シーズン終了後に正式に経営権を譲渡する。
10月15日、2021年から発足するWEリーグへの加入が承認された。
シーズン終了後、有町紗央里が引退。安本紗和子が海外挑戦の為退団。池尻凪沙がN相模原へ、坂井優紀と井上綾香が大宮Vへ完全移籍。

### WEリーグ

#### 2021-22シーズン
スローガン：SHOOT FOR THE STARS -超越-
WEリーグ元年。
2021年2月1日に運営会社の買収・商号変更に伴い、「マイナビ仙台レディース」に改称した。
新監督には、前年まで福島ユナイテッドFCを率いた松田岳夫が就任。西澤日菜乃・長野風花・原衣吹・宮澤ひなた（東京NB）、矢形海優（セレッソ大阪堺レディース）、福田ゆいの双子の姉である福田まい（日体大FIELDS横浜）が新加入。既にプロ契約を締結している市瀬菜々、隅田凜、池尻茉由のほか、キャプテンの浜田遥を含めた登録選手26名全員がプロ契約を締結した。
前半戦は4勝4分1敗と好スタートを切るが後半戦は5勝6敗で失速し5位フィニッシュ。皇后杯は4回戦で敗退。
シーズン終了後、白木星と池尻茉由が引退。長野風花がアメリカNWSL・ノースカロライナ・カレッジ、佐藤瑞夏が千葉L、浜田遥がN相模原、福田ゆいと福田まいがAC長野、西澤日菜乃が大宮Vへ完全移籍。

#### 2022-23シーズン
スローガン：SHOOT FOR THE STARS -超越-
元なでしこジャパンの中島依美・後藤三知（I神戸）、モンテネグロ女子代表スラジャナ・ブラトヴィッチ（スペイン1部・ラージョ・バジェカーノ）、タイ女子代表ポンピルン・ピラワン（タイ1部・BG-アジア大学院大学）らが新加入、猪瀨結子がユースから初昇格した。中断期間中に田畑晴菜（セレッソ大阪堺レディース）、廣澤真穂（早稲田大学）、松窪真心（JFAアカデミー福島）ら世代別代表経験者らが多数入団した。
ウィンターブレイクまで4勝2分2敗の3位で折り返すが、再開後は3連敗を喫するなど失速、リーグ戦6試合を残したタイミングで松田岳夫が監督を辞任、後任には須藤茂光が就任した。須藤の監督就任後は2勝4分と持ち直し、4位でシーズンを終えた。リーグ杯はグループステージで、皇后杯は4回戦で敗退した。
シーズン終了後、万屋美穂と市瀬菜々が引退、船木里奈が大宮Vへ、矢形海優がC大阪へ完全移籍、松窪真心がアメリカNWSL・ノースカロライナ・カレッジへ期限付き移籍。

#### 2023-24シーズン
スローガン：SHOOT FOR THE STARS -超越-
WEリーグ初となるスプリントコーチとして秋本真吾を招聘した。選手では、5年ぶりに佐々木美和（N相模原）が復帰、太田萌咲（AC長野）、元U-19スペイン女子代表のパウラ・ゲレーロ・サンズ（スペイン1部・バレンシアCF）とカーラ・バウティスタ（スペイン2部・フンダシオン・アルバセテ・バロンピエ）、タイ女子代表のジャニスタ・ジナントゥヤ（フランス1部・ASJソヨー＝シャラント）とチャチャワン・ロッドトン（タイ1部・バンコクWFC）、カメルーン女子代表のマリエ・アウォーナ（ポルトガル1部・SCブラガ）、ナイジェリア女子代表のオケケ・チディンマ・ンケルカ（イスラエル1部・ハポエル・ベエルシェバFC）らが加入した。
2023年8月20日、なでしこジャパンの女子ワールドカップメンバーに宮澤ひなたが選出、5得点を挙げて、日本人2人目となる得点王を獲得した。
8月25日、宮澤ひなたが海外移籍準備の為にチームを離脱、9月6日にイングランド1部・マンチェスター・ユナイテッドWFCへの移籍が発表された。
9月1日、監督の須藤茂光が心臓弁膜症と診断、療養に専念することとなったため、コーチの佐々木勇人が暫定的に指揮を執ることになった。
ウィンターブレイクまでは球際の弱さと軽率なミスから失点を重ねて、リーグワーストの14失点かつ2勝5敗の11位で折り返す。中断明けからは遠藤ゆめ（ユース）、パク・ジェア（韓国・浦項女子電子高校）、吉岡心（JFAアカデミー福島）、石坂咲樹（武蔵丘短期大学）が正式加入。リーグ杯はグループステージで、皇后杯は準々決勝で敗退。
2024年2月10日、初めてタイで「WE ACTION DAY」を実施。
3月2日と9日のホームゲーム2試合を『復興応援マッチ』として開催し、産学連携で初の限定ユニフォームも登場。
4月3日、リーグ戦の暫定順位4勝2分7敗の7位かつ9試合を残したタイミングで須藤茂光が監督を辞任、後任には須永純が就任した。

#### 2024-25シーズン
スローガン：SHOOT FOR THE STARS -超越-
9月21日、S広島R戦にてアカデミー所属中の津田愛乃音が菊地花奈のラストパスから当時のWEリーグ最年少ゴールを決めた。
2025年3月2日と16日のホームゲーム2試合を『復興応援マッチ』として開催。石巻市で初のWEリーグ開催となった。
3月27日、佐々木里緒が日本女子代表（なでしこジャパン）に初選出。
開幕からの低迷を立て直す事は出来ずにリーグ戦は12位でフィニッシュし、リーグ杯はグループステージで、皇后杯は準々決勝で敗退。
シーズン終了後、齊藤彩佳、中島依美、高平美憂など功労者達が退団。隅田凜は東京NBに復帰した。

#### 2025-26シーズン
スローガン：SHOOT FOR THE STARS -超越-
前シーズン日本人得点王の矢形海優がC大阪から3年ぶりに復帰し、日本女子代表（なでしこジャパン）にも初選出された。坂井優紀（AC長野）も5年ぶりに復帰し、安倍乃花·伊藤有里彩（AC長野）、井上陽菜（N相模原）、髙原天音（EL埼玉）、三浦紗津紀（東京NB）らが加入。

## 年度別成績・歴代監督
| 年度                       | チーム名                        | リーグ      | チーム数 | 試合数 | 勝点 | 勝 | 分 | 敗 | 得点 | 失点 | 得失差 | リーグ順位 | リーグ杯 | 皇后杯    | 監督                |
| 日本女子サッカーリーグ     |                                 |             |          |        |      |    |    |    |      |      |        |            |          |           |                     |
| 2012                       | ベガルタ仙台レディース          | チャレンジ  | 12       | 22     | 62   | 20 | 2  | 0  | 88   | 12   | +76    | 優勝       | -        | 3回戦敗退 | 千葉泰伸            |
| 2013                       | ベガルタ仙台レディース          | なでしこ    | 10       | 18     | 28   | 8  | 4  | 6  | 23   | 24   | -1     | 5位        | GL敗退   | ベスト8   | 千葉泰伸            |
| 2014                       | ベガルタ仙台レディース          | なでしこ    | 10       | 24     | 48   | 12 | 4  | 8  | 41   | 21   | +20    | 7位        | -        | ベスト4   | 千葉泰伸            |
| 2015                       | ベガルタ仙台レディース          | なでしこ1部 | 10       | 23     | 48   | 13 | 5  | 5  | 51   | 36   | +15    | 3位        | -        | ベスト4   | 千葉泰伸            |
| 2016                       | ベガルタ仙台レディース          | なでしこ1部 | 10       | 18     | 31   | 10 | 1  | 7  | 29   | 20   | +9     | 4位        | ベスト4  | ベスト4   | 千葉泰伸            |
| 2017                       | マイナビベガルタ仙台 レディース | なでしこ1部 | 10       | 18     | 30   | 9  | 3  | 6  | 21   | 23   | -2     | 4位        | GL敗退   | ベスト8   | 越後和男            |
| 2018                       | マイナビベガルタ仙台 レディース | なでしこ1部 | 10       | 18     | 15   | 4  | 3  | 11 | 17   | 39   | -22    | 8位        | GL敗退   | ベスト8   | 越後和男 → 千葉泰伸 |
| 2019                       | マイナビベガルタ仙台 レディース | なでしこ1部 | 10       | 18     | 16   | 4  | 4  | 10 | 15   | 29   | -14    | 8位        | GL敗退   | ベスト8   | 辛島啓珠            |
| 2020                       | マイナビベガルタ仙台 レディース | なでしこ1部 | 10       | 18     | 22   | 6  | 4  | 8  | 26   | 24   | +2     | 7位        | （中止） | ベスト4   | 辛島啓珠            |
| 日本女子プロサッカーリーグ |                                 |             |          |        |      |    |    |    |      |      |        |            |          |           |                     |
| 2021-22                    | マイナビ仙台レディース          | WE          | 11       | 20     | 31   | 9  | 4  | 7  | 25   | 16   | +9     | 5位        | -        | 4回戦敗退 | 松田岳夫            |
| 2022-23                    | マイナビ仙台レディース          | WE          | 11       | 20     | 27   | 7  | 6  | 7  | 20   | 25   | -5     | 4位        | GS敗退   | 4回戦敗退 | 松田岳夫 → 須藤茂光 |
| 2023-24                    | マイナビ仙台レディース          | WE          | 12       | 22     | 21   | 5  | 6  | 11 | 22   | 40   | -18    | 10位       | GS敗退   | ベスト8   | 須藤茂光 → 須永純   |
| 2024-25                    | マイナビ仙台レディース          | WE          | 12       | 22     | 10   | 2  | 4  | 16 | 15   | 52   | -37    | 12位       | GS敗退   | ベスト8   | 須永純              |
| 2025/26                    | マイナビ仙台レディース          | WE          | 12       |        |      |    |    |    |      |      |        |            |          |           | 須永純              |

- 2014年及び2015年は10クラブによる2回戦総当たりの「レギュラーシリーズ」を行った後、その順位に基づき上位6クラブと下位4クラブによる2回戦総当たりの「エキサイトシリーズ」を実施。試合数は両シリーズの合計。成績はエキサイトシリーズの年間順位。

## タイトル

### リーグ戦
- チャレンジリーグ：1回 (2012)
- チャレンジリーグ フェアプレー賞：1回 (2012)
- WEリーグ特別賞：1回 (2022-23)

### カップ戦
- 皇后杯 フェアプレー賞：3回 (2015、2016、2020)

### 国民体育大会
- 成年女子：1回[注釈 1]
  - 2012年[注釈 2]

### 個人別
- WEリーグ優秀選手賞
  - 2021-22シーズン：長野風花、宮澤ひなた
  - 2022-23シーズン：松窪真心、宮澤ひなた
- なでしこリーグベストイレブン
  - 2013年：長船加奈
  - 2015年：川村優理
  - 2016年：川村優理
- チャレンジリーグ最優秀選手賞
  - 2012年：伊藤美菜子

## 在籍選手・スタッフ
2025/26シーズン

### スタッフ
| 役職                  | 氏名       | 生年月日（年齢）       | 前職 | 在職年                                   | 備考                                                              |
| 監督                  | 須永純     | 1975年4月27日（50歳）  | ジェフユナイテッド市原・千葉 育成部コーチ（Uｰ15/Uｰ18監督）                                                                                             | 2024年 -                                 | 2024年1月 - 3月はGKコーチ                                         |
| コーチ                | 山田英二   | 1997年10月18日（27歳） | CE.Mercantil U-19 A División honorアナリスト兼コーチ CE.Mercantil U-14 A División honorアナリスト兼コーチ CE.Mercantil U-12 C Primera división第一監督 | 2024年 -                                 |                                                                   |
| コーチ                | 有町紗央里 | 1988年7月12日（37歳）  | マイナビベガルタ仙台レディース 選手 | 2024年 -                                 | 2015年 - 2020年は選手として在籍 2021年 - 2024年はアカデミーコーチ |
| GKコーチ              | 上野拓也   | 1981年1月4日（44歳）   | 三菱重工浦和レッズレディース GKコーチ | 2015年 - 2019年 2021年 - 2022年 2024年 - |                                                                   |
| アシスタント GKコーチ | 齊藤彩佳   | 1991年8月26日（33歳）  | マイナビ仙台レディース 選手 | 2025年 -                                 | 新任 2012年 - 2025年は選手として在籍                              |
| フィジカルコーチ      | 髙田響     | 1995年4月27日（30歳）  | 春日部東高校 | 2024年 -                                 |                                                                   |

### 選手
| Pos | No. | 選手名     | 生年月日（年齢）       | 前所属                                 | 在籍年                   | 備考                                         |
| GK  | 1   | 伊藤有里彩 | 2001年4月2日（24歳）   | AC長野パルセイロ・レディース           | 2025年 -                 | 新加入 元U-17日本女子代表                    |
| GK  | 15  | 清水栞     | 1996年10月17日（28歳） | ジェフユナイテッド市原・千葉レディース | 2024年 -                 | キャプテン                                   |
| GK  | 16  | 横堀美優   | 2002年6月26日（23歳）  | 国士舘大学                             | 2025年 -                 |                                              |
| GK  | 33  | 瀬戸如紗   | 2008年2月27日（17歳）  | マイナビ仙台レディースジュニアユース   |                          | 育成組織TOP可選手                            |
|     |     |            |                        |                                        |                          |                                              |
| DF  | 2   | 西野朱音   | 2002年2月4日（23歳）   | 常盤木学園高校                         | 2020年 -                 | 副キャプテン 元U-20日本女子代表              |
| DF  | 4   | 三浦紗津紀 | 1996年6月16日（29歳）  | 日テレ・東京ヴェルディベレーザ         | 2025年 -                 | 新加入                                       |
| DF  | 5   | 國武愛美   | 1997年1月10日（28歳）  | ノジマステラ神奈川相模原               | 2020年 -                 | 元なでしこジャパン                           |
| DF  | 14  | 高原天音   | 2002年2月27日（23歳）  | ちふれASエルフェン埼玉                 | 2025年 -                 | 新加入 副キャプテン                          |
| DF  | 17  | 佐々木里緒 | 2004年9月17日（20歳）  | JFAアカデミー福島                      | 2023年 -                 | U-20日本女子代表                             |
| DF  | 19  | 安倍乃花   | 2004年3月16日（21歳）  | AC長野パルセイロ・レディース           | 2025年 -                 | 新加入                                       |
| DF  | 22  | 吉岡心     | 2005年7月17日（20歳）  | JFAアカデミー福島                      | 2024年 -                 | U-17日本女子代表 U-20日本女子代表            |
| DF  | 28  | 松永未衣奈 | 1999年9月12日（25歳）  | 日体大FIELDS横浜                       | 2022年 -                 |                                              |
| DF  | 29  | 坂井優紀   | 1989年1月10日（36歳）  | AC長野パルセイロ・レディース           | 2012年 - 2020年 2025年 - | 復帰 元なでしこジャパン                      |
| DF  | 32  | 岩城恋音美 | 2007年8月29日（17歳）  | 栃木SCレディース                       |                          | 育成組織TOP可選手                            |
| DF  | 36  | 宮崎優那   | 2008年1月13日（17歳）  | マイナビ仙台レディースジュニアユース   |                          | 育成組織TOP可選手                            |
|     |     |            |                        |                                        |                          |                                              |
| MF  | 6   | 井上陽菜   | 1999年9月16日（25歳）  | ノジマステラ神奈川相模原               | 2025年 -                 | 新加入                                       |
| MF  | 8   | 大西若菜   | 2002年9月9日（22歳）   | 日体大SMG横浜                          | 2025年 -                 | 2024年は特別指定選手として在籍               |
| MF  | 18  | 江崎世来   | 2002年10月29日（22歳） | 帝京平成大学                           | 2025年 -                 |                                              |
| MF  | 20  | 篠田帆花   | 2003年8月4日（22歳）   | 日ノ本学園高校                         |                          | 特別指定選手（日体大SMG横浜所属）            |
| MF  | 24  | 遠藤ゆめ   | 2005年6月30日（20歳）  | マイナビ仙台レディースユース           | 2024年 -                 | ユース出身 U-20日本女子代表候補 多賀城市出身 |
| MF  | 25  | 太田萌咲   | 2003年4月4日（22歳）   | AC長野パルセイロ・レディース           | 2023年 -                 | 副キャプテン 元U-17日本女子代表              |
| MF  | 27  | 佐藤にいな | 2006年10月15日（18歳） | マイナビ仙台レディースユース           | 2025年 -                 | ユース出身 U-19日本女子代表候補              |
| MF  | 34  | 菊地花奈   | 2007年9月6日（17歳）   | 北海道コンサドーレ旭川U-15             |                          | 育成組織TOP可選手 U-17日本女子代表           |
| MF  | 35  | 岩田琳香   | 2008年5月24日（17歳）  | FC時之栖U-15                           |                          | 育成組織TOP可選手                            |
| MF  | 37  | 石坂咲樹   | 2003年4月24日（22歳）  | 武蔵丘短期大学                         | 2024年 -                 | ユース出身 仙台市出身                        |
| MF  | 38  | 樋口らら   | 2009年1月11日（16歳）  | 横須賀シーガルズ                       |                          | 育成組織TOP可選手                            |
|     |     |            |                        |                                        |                          |                                              |
| FW  | 9   | 廣澤真穂   | 2000年10月18日（24歳） | 早稲田大学                             | 2023年 -                 | 元U-20日本女子代表                           |
| FW  | 11  | 後藤三知   | 1990年7月27日（35歳）  | INAC神戸レオネッサ                     | 2022年 -                 | 元なでしこジャパン                           |
| FW  | 13  | 矢形海優   | 1999年12月30日（25歳） | セレッソ大阪ヤンマーレディース         | 2021年 - 2023年 2025年 - | 復帰 なでしこジャパン                        |
| FW  | 31  | 津田愛乃音 | 2007年11月8日（17歳）  | 朝日インテック・ラブリッジ名古屋       |                          | 育成組織TOP可選手 U-19日本女子代表           |
| FW  | 50  | 松井美優   | 2007年6月7日（18歳）   | 羽生市立南中学校                       |                          | 特別指定選手（昌平高校所属）                 |

### 加入内定選手
| Pos | 選手名     | 生年月日（年齢）      | 加入年 | 現在所属先                   | 備考                            |
| MF  | 篠田帆花   | 2003年8月4日（22歳）  | 2026年 | 日体大SMG横浜                | 現在特別指定選手として在籍      |
| MF  | 菊地花奈   | 2007年9月6日（17歳）  | 2026年 | マイナビ仙台レディースユース | 現在育成組織TOP可選手として在籍 |
| FW  | 津田愛乃音 | 2007年11月8日（17歳） | 2026年 | マイナビ仙台レディースユース | 現在育成組織TOP可選手として在籍 |
| FW  | 松井美優   | 2007年6月7日（18歳）  | 2026年 | 昌平高校                     | 現在特別指定選手として在籍      |

## 背番号変遷

### 1-10
|         | 1                      | 2          | 3                            | 4          | 5          | 6                  | 7          | 8                        | 9          | 10         |
| 2025/26 | 伊藤有里彩             | 西野朱音   | -                            | 三浦紗津紀 | 國武愛美   | 井上陽菜           | -          | 大西若菜                 | 廣澤真穂   | -          |
| 2024-25 | 齊藤彩佳               | 長船加奈   | 朝倉加奈子                   | 高平美憂   | 國武愛美   | 原衣吹             | 隅田凜     | 大西若菜                 | 廣澤真穂   | 中島依美   |
| 2023-24 | 齊藤彩佳               | 茨木美都葉 | オケケ・チディンマ・ンケルカ | 高平美憂   | 國武愛美   | 原衣吹             | 隅田凜     | パウラ・ゲレーロ・サンズ | -          | 中島依美   |
| 2022-23 | 齊藤彩佳               | 茨木美都葉 | 市瀬菜々                     | 高平美憂   | 國武愛美   | 原衣吹             | 隅田凜     | 矢形海優                 | 宮澤ひなた | 中島依美   |
| 2021-22 | 齊藤彩佳               | 北原佳奈   | 市瀬菜々                     | 高平美憂   | 西澤日菜乃 | 原衣吹             | 隅田凜     | 池尻茉由                 | 宮澤ひなた | 浜田遥     |
| 2020    | 齊藤彩佳               | 北原佳奈   | 市瀬菜々                     | 高平美憂   | 坂井優紀   | 浜田遥             | 隅田凜     | 井上綾香                 | 小野瞳     | 有町紗央里 |
| 2019    | 齊藤彩佳               | 北原佳奈   | 市瀬菜々                     | 高平美憂   | 坂井優紀   | 奈良美沙季         | 田原のぞみ | 井上綾香                 | 小野瞳     | 浜田遥     |
| 2018    | 齊藤彩佳               | 千葉梢恵   | 市瀬菜々                     | 高平美憂   | 坂井優紀   | 奈良美沙季         | 田原のぞみ | 井上綾香                 | 小野瞳     | 浜田遥     |
| 2017    | 齊藤彩佳               | 千葉梢恵   | 市瀬菜々                     | 岸川奈津希 | 坂井優紀   | カトリーナ・ゴリー | 田原のぞみ | 嘉数飛鳥                 | 小野瞳     | 浜田遥     |
| 2016    | 齊藤彩佳               | 千葉梢恵   | 市瀬菜々                     | 岸川奈津希 | 坂井優紀   | 川村優理           | 田原のぞみ | 嘉数飛鳥                 | 小野瞳     | 浜田遥     |
| 2015    | 齊藤彩佳               | 千葉梢恵   | 髙橋奈々                     | 山本りさ   | 坂井優紀   | 川村優理           | 田原のぞみ | 嘉数飛鳥                 | 小野瞳     | 浜田遥     |
| 2014    | ブリトニー・キャメロン | 長船加奈   | 浜田遥                       | 山本りさ   | 坂井優紀   | 川村優理           | 田原のぞみ | 上辻佑実                 | 鮫島彩     | -          |
| 2013    | 天野実咲               | 長船加奈   | 下小鶴綾                     | 山本りさ   | 坂井優紀   | 中村真実           | 田原のぞみ | 上辻佑実                 | 鮫島彩     | 伊藤美菜子 |
| 2012    | 天野実咲               | 長船加奈   | 下小鶴綾                     | 山本りさ   | 田中景子   | 中村真実           | 田原のぞみ | 上辻佑実                 | 鮫島彩     | 伊藤美菜子 |

### 11-20
|         | 11         | 12                    | 13         | 14         | 15                         | 16         | 17         | 18                   | 19       | 20         |
| 2025/26 | 後藤三知   | サポーターズ ナンバー | 矢形海優   | 高原天音   | 清水栞                     | 横堀美優   | 佐々木里緒 | 江崎世来             | 安倍乃花 | 篠田帆花   |
| 2024-25 | 後藤三知   | サポーターズ ナンバー | -          | 茨木美都葉 | 清水栞                     | 横堀美優   | 佐々木里緒 | 江崎世来             | 佐藤楓   | -          |
| 2023-24 | 後藤三知   | サポーターズ ナンバー | 武田菜々子 | -          | マリエ・アウォーナ         | 松本真未子 | 佐々木里緒 | カーラ・バウティスタ | 佐藤楓   | 廣澤真穂   |
| 2022-23 | 後藤三知   | サポーターズ ナンバー | 武田菜々子 | 松窪真心   | スラジャナ・ブラトヴィッチ | 松本真未子 | 佐々木里緒 | -                    | 佐藤楓   | 廣澤真穂   |
| 2021-22 | 長野風花   | サポーターズ ナンバー | 福田ゆい   | 國武愛美   | 宮本華乃                   | 松本真未子 | 武田菜々子 | 奥川千沙             | 佐藤楓   | 白木星     |
| 2020    | 安本紗和子 | サポーターズ ナンバー | 福田ゆい   | 國武愛美   | 宮本華乃                   | 松本真未子 | 武田菜々子 | 奥川千沙             | 佐藤楓   | 白木星     |
| 2019    | 安本紗和子 | サポーターズ ナンバー | 隅田凜     | 有町紗央里 | 宮本華乃                   | 鈴木あぐり | 武田菜々子 | 沖野くれあ           | 佐藤楓   | 白木星     |
| 2018    | 安本紗和子 | サポーターズ ナンバー | -          | 櫨まどか   | 宮本華乃                   | 鈴木あぐり | 武田菜々子 | 沖野くれあ           | 佐藤楓   | 佐々木美和 |
| 2017    | 安本紗和子 | サポーターズ ナンバー | 佐々木繭   | 髙良亮子   | 平田美紀                   | 鈴木あぐり | 井上綾香   | ケイトリン・フォード | 西川明花 | 佐々木美和 |
| 2016    | 安本紗和子 | サポーターズ ナンバー | 佐々木繭   | 髙良亮子   | 平田美紀                   | 高橋麻美   | 井上綾香   | -                    | 西川明花 | 佐々木美和 |
| 2015    | 安本紗和子 | サポーターズ ナンバー | 佐々木繭   | 髙良亮子   | 井手上麻子                 | 武仲麗依   | 井上綾香   | 入江未希             | 西川明花 | 佐々木美和 |
| 2014    | 安本紗和子 | サポーターズ ナンバー | 髙橋奈々   | 嘉数飛鳥   | 井手上麻子                 | 齊藤彩佳   | 小野瞳     | 川島はるな           | 小山季絵 | 佐々木美和 |
| 2013    | 安本紗和子 | サポーターズ ナンバー | 髙橋奈々   | 嘉数飛鳥   | 井手上麻子                 | 齊藤彩佳   | 小野瞳     | 川島はるな           | 小山季絵 | 今井さゆり |
| 2012    | 安本紗和子 | サポーターズ ナンバー | 髙橋奈々   | 嘉数飛鳥   | 井手上麻子                 | 齊藤彩佳   | 小野瞳     | 中原沙央理           | 小山季絵 | 今井さゆり |

### 21-30
|         | 21                     | 22       | 23                       | 24         | 25           | 26       | 27         | 28                 | 29                       | 30                 |
| 2025/26 | -                      | 吉岡心   | -                        | 遠藤ゆめ   | 太田萌咲     | -        | 佐藤にいな | 松永未衣奈         | 坂井優紀                 | -                  |
| 2024-25 | -                      | 吉岡心   | 佐々木繭                 | 遠藤ゆめ   | 太田萌咲     | 西野朱音 | 佐藤にいな | 松永未衣奈         | -                        | 佐々木美和         |
| 2023-24 | 松浦舞帆               | 吉岡心   | ジャニスタ・ジナントゥヤ | 遠藤ゆめ   | 太田萌咲     | 西野朱音 | 田畑晴菜   | 松永未衣奈         | チャチャワン・ロッドトン | 佐々木美和         |
| 2022-23 | -                      | 万屋美穂 | ポンピルン・ピラワン     | -          | 船木里奈     | 西野朱音 | 田畑晴菜   | 松永未衣奈         | -                        | -                  |
| 2021-22 | 福田まい               | 万屋美穂 | 佐藤瑞夏                 | 成田恵理   | 船木里奈     | 西野朱音 | 矢形海優   | 松永未衣奈         | -                        | -                  |
| 2020    | 池尻凪沙               | 万屋美穂 | 佐藤瑞夏                 | 成田恵理   | 船木里奈     | 西野朱音 | 池尻茉由   | -                  | -                        | -                  |
| 2019    | 池尻凪沙               | 万屋美穂 | 佐藤瑞夏                 | 樫本芹菜   | 奥川千沙     | 松井彩乃 | 三橋眞奈   | ジョーダン・マラダ | -                        | ミレイニ・カブラル |
| 2018    | -                      | 万屋美穂 | 有町紗央里               | 樫本芹菜   | 奥川千沙     | 北原佳奈 | 三橋眞奈   | -                  | -                        | -                  |
| 2017    | ブリトニー・キャメロン | 万屋美穂 | 有町紗央里               | 中野真奈美 | 本多由佳     | 北原佳奈 | 三橋眞奈   | 入江未希           | -                        | -                  |
| 2016    | ブリトニー・キャメロン | 万屋美穂 | 有町紗央里               | 中野真奈美 | 本多由佳     | 北原佳奈 | -          | -                  | -                        | -                  |
| 2015    | ブリトニー・キャメロン | 万屋美穂 | 有町紗央里               | 中野真奈美 | ジョバーニャ | -        | -          | -                  | -                        | -                  |
| 2014    | 齋田由貴               | 髙良亮子 | 佐々木繭                 | 柿木瑠奈   | 井上綾香     | -        | -          | -                  | -                        | 入江未希           |
| 2013    | 齋田由貴               | 髙良亮子 | 佐々木繭                 | 成宮唯     | 井上綾香     | -        | -          | -                  | -                        | -                  |
| 2012    | 齋田由貴               | 坂井優紀 | 川島はるな               | -          | -            | -        | -          | -                  | -                        | -                  |

### 31-50
|         | 31         | 32         | 33         | 34       | 35       | 36       | 37       | 38           | 39-49 | 50       |
| 2025/26 | 津田愛乃音 | 岩城恋音美 | 瀬戸如紗   | 菊地花奈 | 岩田琳香 | 宮崎優那 | 石坂咲樹 | 樋口らら     | -     | 松井美優 |
| 2024-25 | 津田愛乃音 | 岩城恋音美 | 瀬戸如紗   | 菊地花奈 | 岩田琳香 | 猪瀨結子 | 石坂咲樹 | パク・ジェア | -     | -        |
| 2023-24 | 津田愛乃音 | 岩城恋音美 | 髙橋愛利花 | 菊地花奈 | -        | 猪瀨結子 | 石坂咲樹 | パク・ジェア | -     | -        |
| 2022-23 | 髙橋愛利花 | -          | 大曽根由乃 | 遠藤ゆめ | 田家海凪 | 猪瀨結子 | -        | -            | -     | -        |
| 2021-22 | -          | -          | -          | -        | -        | 猪瀨結子 | -        | -            | -     | -        |
| 2020    | -          | -          | -          | -        | -        | -        | -        | -            | -     | -        |
| 2019    | -          | -          | -          | -        | -        | -        | -        | -            | -     | -        |
| 2018    | -          | -          | -          | -        | -        | -        | -        | -            | -     | -        |
| 2017    | -          | -          | -          | -        | -        | -        | -        | -            | -     | -        |
| 2016    | -          | -          | -          | -        | -        | -        | -        | -            | -     | -        |
| 2015    | -          | -          | -          | -        | -        | -        | -        | -            | -     | -        |
| 2014    | -          | -          | -          | -        | -        | -        | -        | -            | -     | -        |
| 2013    | -          | -          | -          | -        | -        | -        | -        | -            | -     | -        |
| 2012    | -          | -          | -          | -        | -        | -        | -        | -            | -     | -        |

## スタジアム
| 名称                     | 略称     | 所在地           | 使用期間 | 備考 |
| ユアテックスタジアム仙台 | ユアスタ | 宮城県仙台市泉区 | 2012年 - |      |

- 託児所連携あり (要問合せ)

| シーズン | 会場     | 会場                      | 会場                  | 会場                | 会場 | 会場                                                         | 備考 |
| シーズン | ユアスタ | 宮城ス （ひとめS →Qスタ） | 仙台市陸 （弘進仙台） | 石巻フ （セイホク） | 角田 | その他                                                       | 備考 |
| 2012     | 3        | 0                         | 0                     | 1                   | 0    | 松島フ1(3)、松島多(1)、宮城県B(1)、 仙台大学(1)、郡山西部(1) |      |
| 2013     | 5        | 2                         | 0                     | 1                   | 2    | 宮城県A(3)                                                   |      |
| 2014     | 5        | 1                         | 3                     | 1                   | 2    | -                                                            |      |
| 2015     | 6        | 1                         | 2                     | 1                   | 1    | とうスタ(1)                                                  |      |
| 2016     | 6        | 2                         | 2                     | 1                   | 1    | あいづ(1)                                                    |      |
| 2017     | 7        | 2                         | 1                     | 1                   | 1    | あいづ(1)                                                    |      |
| 2018     | 6        | 3                         | 0                     | 1                   | 1    | あいづ(1)、ダイスタ(1)                                       |      |
| 2019     | 4        | 2                         | 1                     | 1                   | 2    | あいづ(1)、めぐみA(1)、ダイスタ(1)                           |      |
| 2020     | 1        | 0                         | 0                     | 1                   | 2    | めぐみA(3)、松島フ1(2)                                       |      |
| 2021-22  | 8        | 1                         | 0                     | 0                   | 0    | 味フィ西(1)                                                  |      |
| 2022-23  | 10       | 0                         | 0                     | 1                   | 0    | 女川(1)、味フィ西(1)                                         |      |
| 2023-24  | 13       | 0                         | 0                     | 0                   | 0    | 味フィ西(1)                                                  |      |
| 2024-25  | 8        | 0                         | 0                     | 5                   | 0    | -                                                            |      |

- 表中の数字はリーグ戦、リーグ杯を含めた試合数

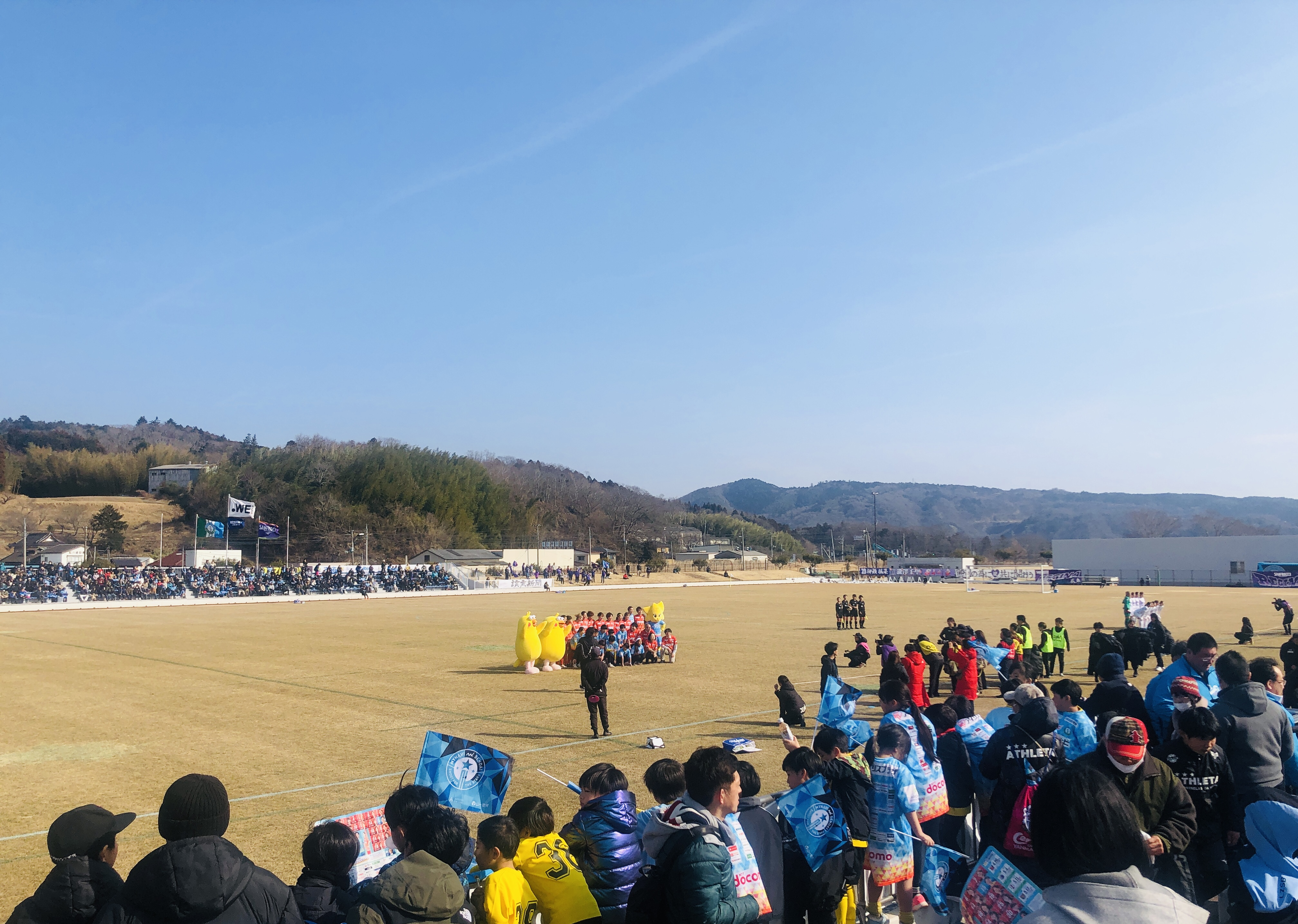
復興応援マッチとして石巻市で初のWEリーグ開催

### 過去に使用されたスタジアム
| 名称                                 | 略称                    | 所在地               | 使用期間        | 備考 |
| 宮城スタジアム                       | 宮城ス ひとめS Qスタ    | 宮城県宮城郡利府町   | 2013年 - 2022年 | 2014年に命名権を導入し「ひとめぼれスタジアム宮城」へ改称 2020年に命名権者を変更し「キューアンドエースタジアムみやぎ」へ改称 |
| 宮城県サッカー場                     | 宮城県A 宮城県B めぐみA | 宮城県宮城郡利府町   | 2012年 - 2020年 | 2016年に命名権を導入し「みやぎ生協めぐみ野サッカー場」へ改称                                                                |
| 石巻市総合運動公園石巻フットボール場 | 石巻フ セイホク         | 宮城県石巻市         | 2012年 -        | 2016年に命名権を導入し「セイホクパーク石巻 石巻フットボール場」へ改称                                                       |
| 松島フットボールセンターピッチ1      | 松島フ1                 | 宮城県宮城郡松島町   | 2012年・2020年  | |
| 松島運動公園多目的運動広場           | 松島多                  | 宮城県宮城郡松島町   | 2012年          | |
| 仙台大学サッカー・ラグビー場         | 仙台大学                | 宮城県柴田郡柴田町   | 2012年          | |
| 角田市陸上競技場                     | 角田                    | 宮城県角田市         | 2013年 -        | |
| 仙台市陸上競技場                     | 仙台市陸 弘進仙台       | 宮城県仙台市宮城野区 | 2014年 - 2019年 | 2017年に命名権を導入し「弘進ゴム アスリートパーク仙台」へ改称                                                               |
| 女川スタジアム                       | 女川ス                  | 宮城県牡鹿郡女川町   | 2022年          | 2023年に命名権を導入し「WACK女川スタジアム」へ改称                                                                          |
| 郡山西部サッカー場                   | 郡山西部                | 福島県郡山市         | 2012年          | |
| とうほう・みんなのスタジアム         | とうスタ                | 福島県福島市         | 2015年          | |
| あいづ陸上競技場                     | あいづ                  | 福島県会津若松市     | 2016年 -        | |
| ダイハツスタジアム                   | ダイスタ                | 青森県八戸市         | 2018年 - 2019年 | 2020年に命名権者を変更し「プライフーズスタジアム」へ改称                                                                    |

## シーズン別入場者数

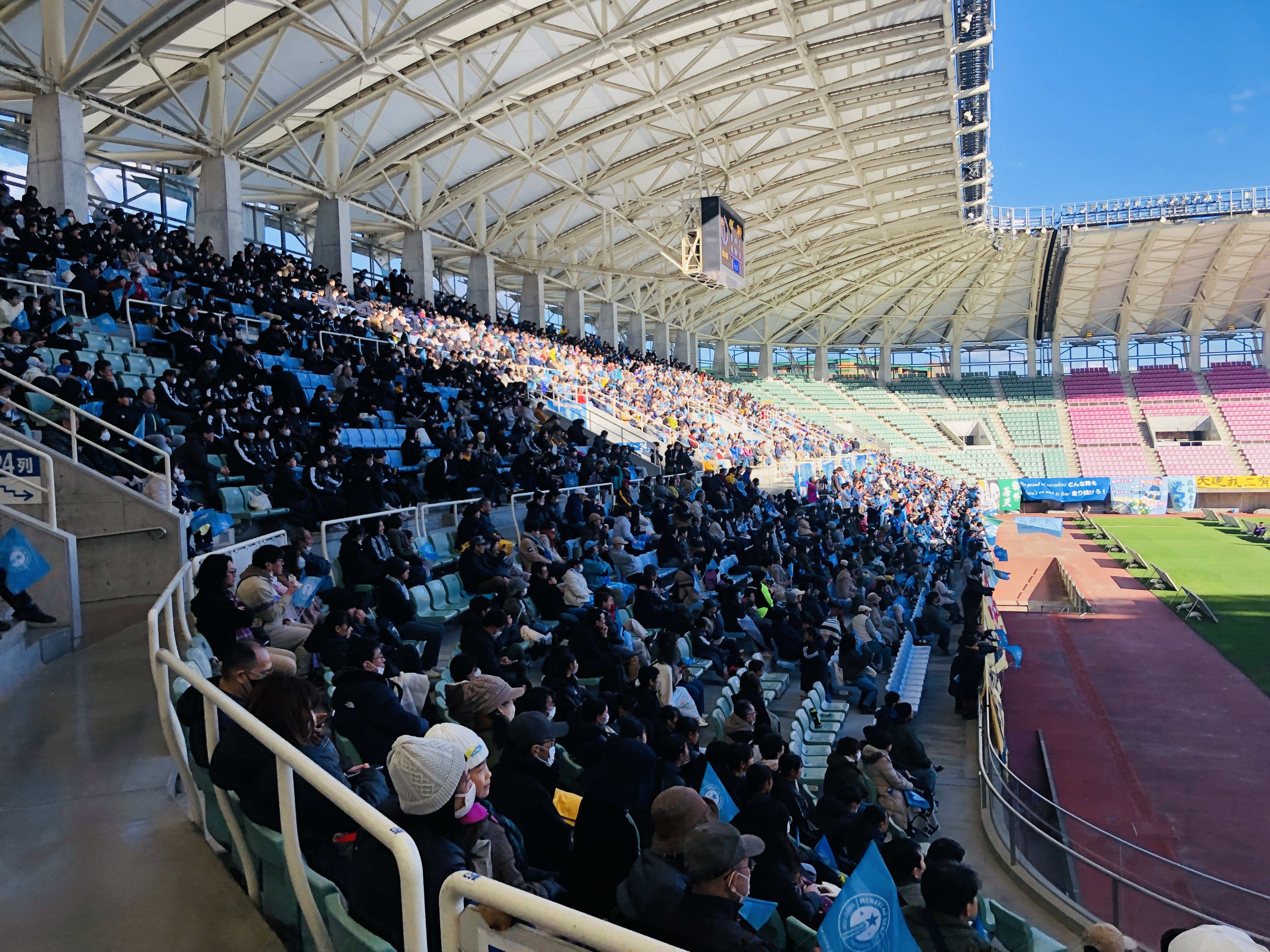
WEリーグ最多動員を更新した2023年のI神戸戦

- スタジアム欄の太字はホームスタジアムに登録されている競技場。
- 入場者数の太字は、所属リーグ毎の歴代最多。
- 入場者数の斜字は、所属リーグ毎の歴代最少。
- 試合数および入場者数データはリーグ戦のみ。

| シーズン | 所属        | 合計 入場者数 |        | 最多入場者数 | 最多入場者数 | 最多入場者数 |              | 最少入場者数 | 最少入場者数 | 最少入場者数 |                                                                        | 平均 入場者数                        | 試合数 | ホームゲーム 開催スタジアム                                                        | ホームゲーム 開催スタジアム |
| シーズン | 所属        | 合計 入場者数 | 動員数 | 相手         | 会場         | 動員数       | 相手         | 会場         | リーグ戦     | カップ戦     |                                                                        | 平均 入場者数                        | 試合数 |                                                                                    |                             |
| 2012     | チャレンジ  | 32,565        |        | 8,658        | 長野L        | ユアスタ     |              | 806          | ac福島       | 郡山西部     |                                                                        | 2,960                                | 11     | ユアスタ(3)、松島フ(3)、宮城県B(1)、 仙台大学(1)、松島多(1)、石巻(1)、 郡山西部(1) | -                           |
| 2013     | なでしこ    | 20,235        | 4,840  | I神戸        | 宮城ス       | 791          | 吉備国大     | 宮城県A      | 2,248        | 9            | ユアスタ(3)、宮城県A(3)、角田(2)、 宮城ス(1)                           | ユアスタ(2)、石巻(1)、宮城ス(1)      |        |                                                                                    |                             |
| 2014     | なでしこ    | 20,893        | 2,860  | 日テレ       | ユアスタ     | 1,086        | 吉備国大     | 角田         | 1,741        | 12           | ユアスタ(5)、仙台市陸(3)、角田(2)、 石巻フ(1)、ひとめS(1)              | (開催無し)                           |        |                                                                                    |                             |
| 2015     | なでしこ1部 | 20,796        | 3,427  | I神戸        | ユアスタ     | 1,233        | AS埼玉       | 石巻フ       | 1,733        | 12           | ユアスタ(6)、仙台市陸(2)、石巻フ(1)、 角田(1)、ひとめS(1)、とうスタ(1) | (開催無し)                           |        |                                                                                    |                             |
| 2016     | なでしこ1部 | 13,251        | 2,069  | I神戸        | ユアスタ     | 882          | 新潟L        | 石巻フ       | 1,472        | 9            | ユアスタ(5)、角田市陸(1)、石巻フ(1)、 仙台市陸(1)、あいづ(1)           | ひとめS(2)、ユアスタ(1)、仙台市陸(1) |        |                                                                                    |                             |
| 2017     | なでしこ1部 | 11,772        | 2,259  | 新潟L        | ユアスタ     | 626          | ちふれ       | 石巻フ       | 1,308        | 9            | ユアスタ(5)、角田市陸(1)、弘進仙台(1)、 ひとめS(1)、石巻フ(1)          | ユアスタ(2)、ひとめS(1)、あいづ(1)   |        |                                                                                    |                             |
| 2018     | なでしこ1部 | 10,751        | 2,572  | I神戸        | ダイスタ     | 553          | C大阪堺      | 石巻フ       | 1,195        | 9            | ユアスタ(4)、ひとめS(2)、石巻フ(1)、 あいづ(1)、ダイスタ(1)            | ユアスタ(2)、角田市陸(1)、ひとめS(1) |        |                                                                                    |                             |
| 2019     | なでしこ1部 | 9,000         | 1,427  | I神戸        | ユアスタ     | 621          | 長野L        | ひとめS      | 1,000        | 9            | ユアスタ(4)、ひとめS(1)、角田(1)、 石巻フ(1)、めぐみA(1)、あいづ(1)    | ひとめS(1)、弘進仙台(1)、ダイスタ(1) |        |                                                                                    |                             |
| 2020     | なでしこ1部 | 3,324         | 1,121  | 浦和         | ユアスタ     | 0            | 新潟L 日テレ | 松島フ       | 369          | 9            | ユアスタ(1)、セイホク(1)、角田(2)、 めぐみA(3)、松島フ(2)              | (開催中止)                           |        |                                                                                    |                             |
|          |             |               |        |              |              |              |              |              |              |              |                                                                        |                                      |        |                                                                                    |                             |
| 2021-22  | WE          | 11,733        |        | 1,741        | N相模原      | ユアスタ     |              | 810          | 千葉L        | ユアスタ     |                                                                        | 1,173                                | 10     | ユアスタ(8)、Qスタ(1)、味フィ西(1)                                                 | (開催無し)                  |
| 2022-23  | WE          | 17,974        | 3,117  | EL埼玉       | 823          | ユアスタ     | 東京NB       | 1,797        | 10           | ユアスタ     | ユアスタ(9)、味フィ西(1)                                               | ユアスタ(1)、セイホク(1)、女川ス(1)  |        |                                                                                    |                             |
| 2023-24  | WE          | 20,935        | 5,306  | I神戸        | 920          | ユアスタ     | 東京NB       | 1,903        | 11           | ユアスタ     | ユアスタ(10)、味フィ西(1)                                              | ユアスタ(3)                          |        |                                                                                    |                             |
| 2024-25  | WE          | 13,725        | 2,844  | 千葉L        | 414          | ユアスタ     | 東京NB       | セイホク     | 1,248        | 11           | ユアスタ(6)、セイホク(5)                                               | ユアスタ(2)                          |        |                                                                                    |                             |

1. ↑  リモートマッチ

## ユニフォーム

### クラブカラー
- マイナビブルー[2]
- センダイグリーン[2]
- スターゴールド[2]

### ユニフォームスポンサー
| 掲出箇所   | スポンサー名 | 表記           | 掲出年   | 備考                |
| 胸         | マイナビ     | マイナビ       | 2018年 - | 2016年 - 2017年は袖 |
| 鎖骨       | ネオキャリア | neocareer      | 2021年 - | 左側に表記          |
| 鎖骨       | エイジェック | エイジェック   | 2022年 - | 右側に表記          |
| 背中上部   | なし         | -              | -        |                     |
| 背中下部   | なし         | -              | -        |                     |
| 袖         | 七十七銀行   | 七十七銀行     | 2021年 - |                     |
| パンツ前面 | なし         | -              | -        |                     |
| パンツ背面 | タップ       | ACCESS ON LINE | 2021年 - |                     |

### ユニフォームサプライの遍歴
- 2012年 - 2014年：アシックス
- 2015年 - 2020年：アディダス
- 2021-22シーズン - 現在：X-girl[54]

### 歴代ユニフォームスポンサー年表
| シーズン | 胸           | 鎖骨左    | 鎖骨右       | 背中上部       | 背中下部                                                                | 袖                    | パンツ前面             | パンツ背面     | サプライヤー |
| 2012     | IRISダイシン | 解禁前    | 解禁前       | やまや         | 解禁前                                                                  | タイヤワールド館 BEST | 阿部 かま              | 解禁前         | asics        |
| 2013     | IRISダイシン | 解禁前    | 解禁前       | やまや         | 解禁前                                                                  | タイヤワールド館 BEST | 阿部 かま              | 解禁前         | asics        |
| 2014     | IRISダイシン | 解禁前    | 解禁前       | やまや         | 解禁前                                                                  | タイヤワールド館 BEST | 阿部 かま              | 解禁前         | asics        |
| 2015     | IRISダイシン | 解禁前    | 解禁前       | やまや         | 解禁前                                                                  | タイヤワールド館 BEST | 77 BANK                | 解禁前         | adidas       |
| 2016     | IRISダイシン | 解禁前    | 解禁前       | やまや         | -/ 運転免許を KADAN 整備士資格を KΛDΛN 取るなら DRIVING SCHOOL 取るなら | マイナビ              | タイヤワールド館 BEST  | 解禁前         | adidas       |
| 2017     | IRISダイシン | 解禁前    | 解禁前       | やまや         | -                                                                       | マイナビ              | KΛDΛN                  | 解禁前         | adidas       |
| 2018     | マイナビ     | -         | -            | IRISダイシン   | RISE CONSULTING GROUP                                                   | NS TOOL               | KΛDΛN                  | 解禁前         | adidas       |
| 2019     | マイナビ     | -         | X-ELIO       | IRISダイシン   | RISE CONSULTING GROUP                                                   | NS TOOL               | KΛDΛN                  | 解禁前         | adidas       |
| 2020     | マイナビ     | -         | -            | IRISダイシン   | -                                                                       | 日進工具              | RISE C0ONSULTING GROUP | 解禁前         | adidas       |
| 2021-22  | マイナビ     | neocareer | -            | アイリスプラザ | -                                                                       | 七十七銀行            | KΛDΛN                  | ACCESS ON LINE | X-girl       |
| 2022-23  | マイナビ     | neocareer | エイジェック | アイリスプラザ | -                                                                       | 七十七銀行            | KΛDΛN                  | ACCESS ON LINE | X-girl       |
| 2023-24  | マイナビ     | neocareer | エイジェック | アイリスプラザ | -                                                                       | 七十七銀行            | KΛDΛN                  | ACCESS ON LINE | X-girl       |
| 2024-25  | マイナビ     | neocareer | エイジェック | アイリスプラザ | -                                                                       | 七十七銀行            | KΛDΛN                  | ACCESS ON LINE | X-girl       |
| 2025/26  | マイナビ     | neocareer | エイジェック | -              | -                                                                       | 七十七銀行            | -                      | ACCESS ON LINE | X-girl       |

## マスコット

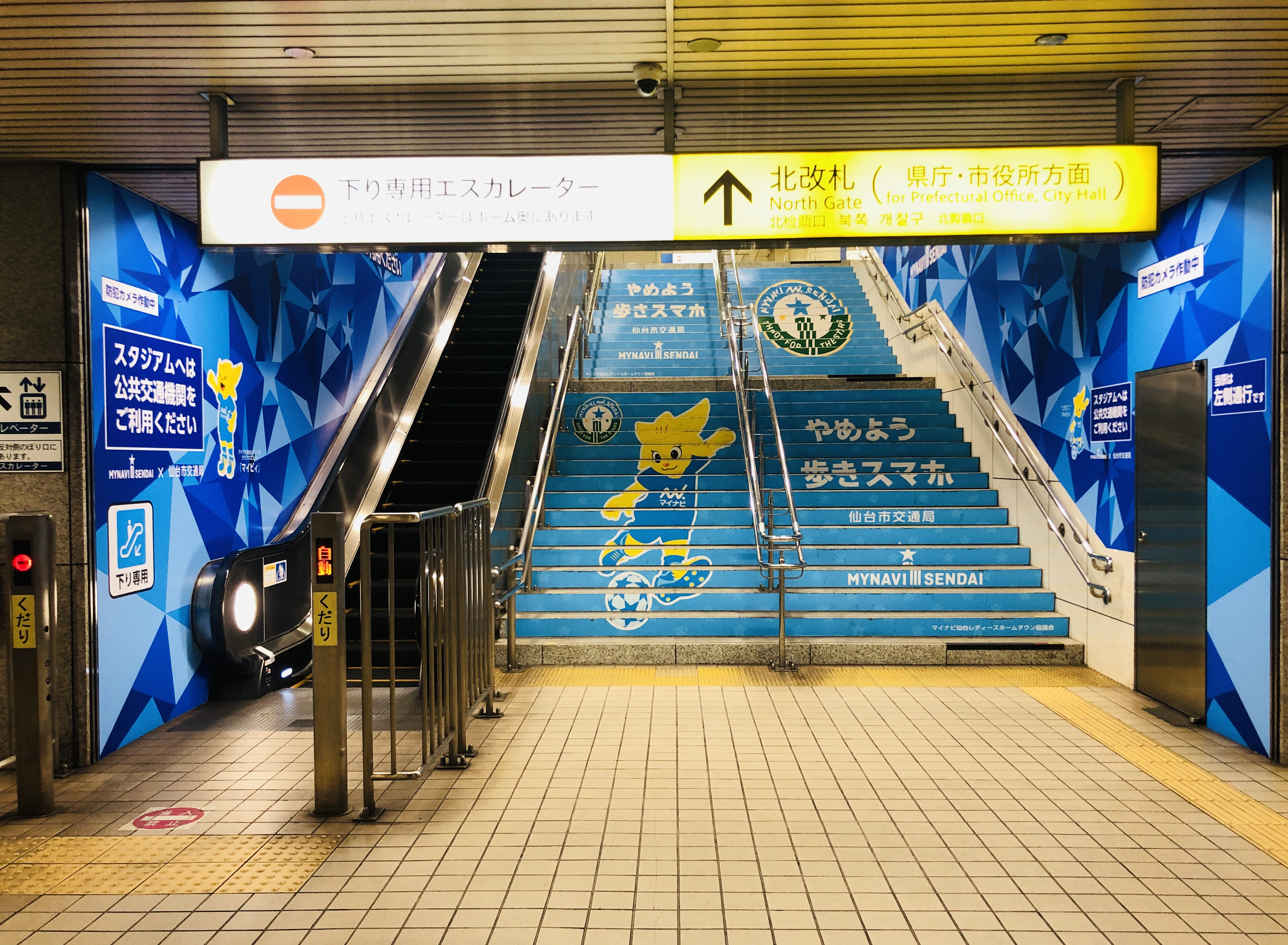
勾当台公園駅のラッピング

### マイビィ（Myviy）
性別：女の子
出身：デネブ（仙台育ち）
友達：ルターナ、ベガッ太
2021年2月28日に『第32回マイナビ東京ガールズコレクション 2021 SPRING／SUMMER』のステージにバーチャルで初登場し、その場で名前募集キャンペーン開催が発表された。
- 特定の動物ではない。
- 夏の大三角形の1つであるデネブをイメ―ジしたキャラクター。
- 星と仙台市にゆかりのある月の兜、マイナビウェーブをモチーフ。
- マイナビの「マイ（MY）」とヴィクトリー（勝利）の「V」を掛け合わせ、サポーターをはじめ多くの人々に親しみを持ってもらい、呼びやすい名前として「マイビィ」と命名された[57]。

## アカデミー

### 主な成績

#### ユース
- JFA 全日本U-18女子サッカー選手権大会：ベスト4 (2025)
- 日本クラブユース女子サッカー大会：準優勝 (2021)[注釈 3]
- 東北女子サッカーリーグ：優勝 (2024)
- 東北女子サッカー選手権大会 兼 皇后杯 JFA 全日本女子サッカー選手権大会東北大会：優勝 (2023)[注釈 4]
- J-VILLAGE CUP U-18 女子：優勝 (2024)[58]
- 皇后杯 JFA 全日本女子サッカー選手権大会：最高成績 (2回戦)

#### ジュニアユース
- 高円宮妃杯 JFA 全日本U-15女子サッカー選手権大会：ベスト8 (2019)
- JFA U-15女子サッカーリーグ東北：優勝

### アカデミー出身者
東北女子のユース年代はJFAアカデミー福島との二強体制である。アカデミー組織は2014年ジュニアユースを、2019年にユースをそれぞれ発足。皇后杯には創設5年目で初出場。1stチームは東北女子サッカーリーグに出場しているが、2ndチームも2024年に同リーグの2部に昇格を決めた。在籍中に2種登録してTOPチームでの起用も多く、2025年には津田愛乃音が菊地花奈のラストパスから当時のWEリーグ最年少かつクラブ最年少ゴールを決めるなど爪痕も残した。
| Pos | 選手名     | 生年度 | ジュニアユース             | ユース                         | 進学先           | 入団クラブ                | 備考         |
| GK  | 髙橋愛利花 | 2005   | マイナビJY                 | マイナビY                      | 神奈川大学       |                           |              |
| GK  | 松浦舞帆   | 2006   | マイナビJY                 | マイナビY                      |                  | 愛媛FCレディース          |              |
| GK  | 瀬戸如紗   | 2008   | マイナビJY                 | マイナビY                      |                  |                           |              |
| DF  | 岩城恋音美 | 2007   | 栃木SCレディース           | マイナビY                      |                  |                           |              |
| DF  | 宮崎優那   | 2008   | MIRUMAE FC                 | マイナビY                      |                  |                           |              |
| MF  | 石坂咲樹   | 2003   | マイナビJY                 | マイナビY                      | 武蔵丘短期大学   | マイナビ仙台レディース    |              |
| MF  | 宗形みなみ | 2003   | マイナビJY                 | マイナビY                      | 早稲田大学       | RB大宮アルディージャWOMEN |              |
| MF  | 猪瀨結子   | 2004   | 栃木SCレディースU-15       | マイナビY                      | 早稲田大学       | マイナビ仙台レディース    | 初昇格       |
| MF  | 大曽根由乃 | 2004   | スフィーダ世田谷FC JY      | スフィーダ世田谷FC Y マイナビY |                  | ちふれASエルフェン埼玉    |              |
| MF  | 遠藤ゆめ   | 2005   | マイナビJY                 | マイナビY                      |                  | マイナビ仙台レディース    |              |
| MF  | 佐藤にいな | 2006   | マイナビJY                 | マイナビY                      |                  | マイナビ仙台レディース    |              |
| MF  | 菊地花奈   | 2007   | 北海道コンサドーレ旭川U-15 | マイナビY                      |                  | マイナビ仙台レディース    |              |
| MF  | 岩田琳香   | 2008   | FC時之栖U-15               | マイナビY                      |                  |                           |              |
| MF  | 樋口らら   | 2009   | 横須賀シーガルズ           | マイナビY                      |                  |                           |              |
| FW  | 貝尾千夏   | 2003   | マイナビJY                 | マイナビY                      | フロリダ国際大学 |                           |              |
| FW  | 正野瑠菜   | 2004   | マイナビJY                 |                                | 藤枝順心高校     | 伊賀FCくノ一三重          |              |
| FW  | 佐々木未唯 | 2004   | マイナビJY                 | マイナビY                      |                  |                           |              |
| FW  | 津田愛乃音 | 2007   | ラブリッジ名古屋スターチス | マイナビY                      |                  | マイナビ仙台レディース    | 最年少ゴール |
| FW  | 内田桜央   | 2008   | 北海道コンサドーレ旭川U-15 | マイナビY                      |                  |                           | DREAM ROAD   |

- の選手は、2025年6月現在の所属がマイナビ仙台レディースの選手。

## メディア
- テレビ
  - （月曜）00:50 - 01:05 『ヒーローインタビュー』 (東北放送、2023年9月27日 - )
  - （水曜）23:10 - 23:15 『WE LOVE MYNAVI SENDAI』 (東日本放送、2023年9月27日 - )
- ラッピングバス
  - 仙台市営バス（仙台市交通局）[61]